# Ambroise Duboise

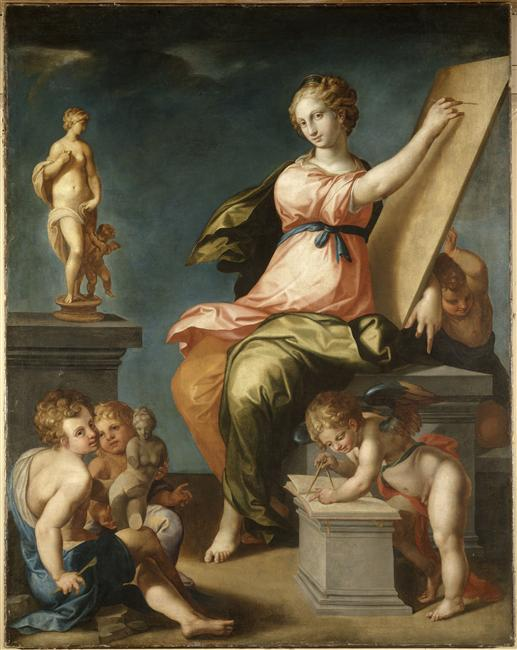
Allegoria della Pittura e della Scultura, Castello di Fontainebleau

Ambroise Duboise, oppure Ambroise Dubois o Ambrosius Bosschaert (Anversa, 1543 – Fontainebleau, 1614/1615), è stato un pittore francese, di origine fiamminga appartenente alla seconda scuola di Fontainebleau.

## Biografia
Si formò seguendo i canoni della corrente manieristica, che coglieva a piene mani elementi e spunti dalla tradizione italiana e fiamminga.
Originario di Anversa, c'è incertezza sulla sua data di arrivo a Parigi, che qualche storico, André Félibien, ha fissato intorno al 1568, mentre invece altri la postdatano verso il 1585, anche se solamente nel 1595 il suo nome appare nei documenti, per il battesimo di suo figlio Jean, ad Avon.
Sembra più sicura la sua destinazione, in quanto succedette a Dubreuil come pittore di corte e del re Enrico IV. Le composizioni di quel suo primo periodo ricordarono il manierismo del Primaticcio, per le forme allungate e le caratteristiche compositive decorative e lineari. L'elemento più originale del suo stile rimase la tendenza anticipatrice ai notturni fiamminghi del secolo seguente, coniugata ad un preziosismo formale.
L'opera più impegnativa dell'artista, la decorazione della galleria di Diana a Fontainebleau, è stata distrutta nell'Ottocento e di essa sono rimaste solo copie e annotazioni.
Sempre nello stesso edificio si ricordano numerosi altri cicli sopravvissuti nel tempo, come La storia di Clorinda, ispirata dal poema di Torquato Tasso.
Di pregevole fattura anche il salone di Luigi XIII di Francia, impreziosito di stucchi e pitture alla moda e decorato con scene riprese dall'opera di Eliodoro di Emesa Gli amori di Teagene e Cariclea, oltre ad una serie di ritratti, tra i quali spiccano quello di Maria de' Medici.
Seguì le orme del padre il figlio Jean Dubois le Vieux (1604 Fontainebleau - 1676 Fontainebleau), autore di dipinti presso la cappella della Trinità del castello di Fontainebleau.

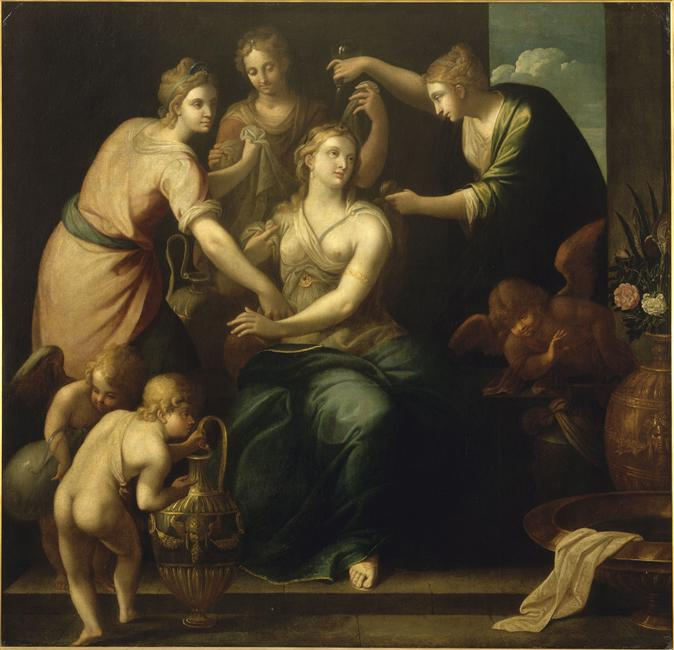
La toletta di Psiche, Castello di Fontainebleau
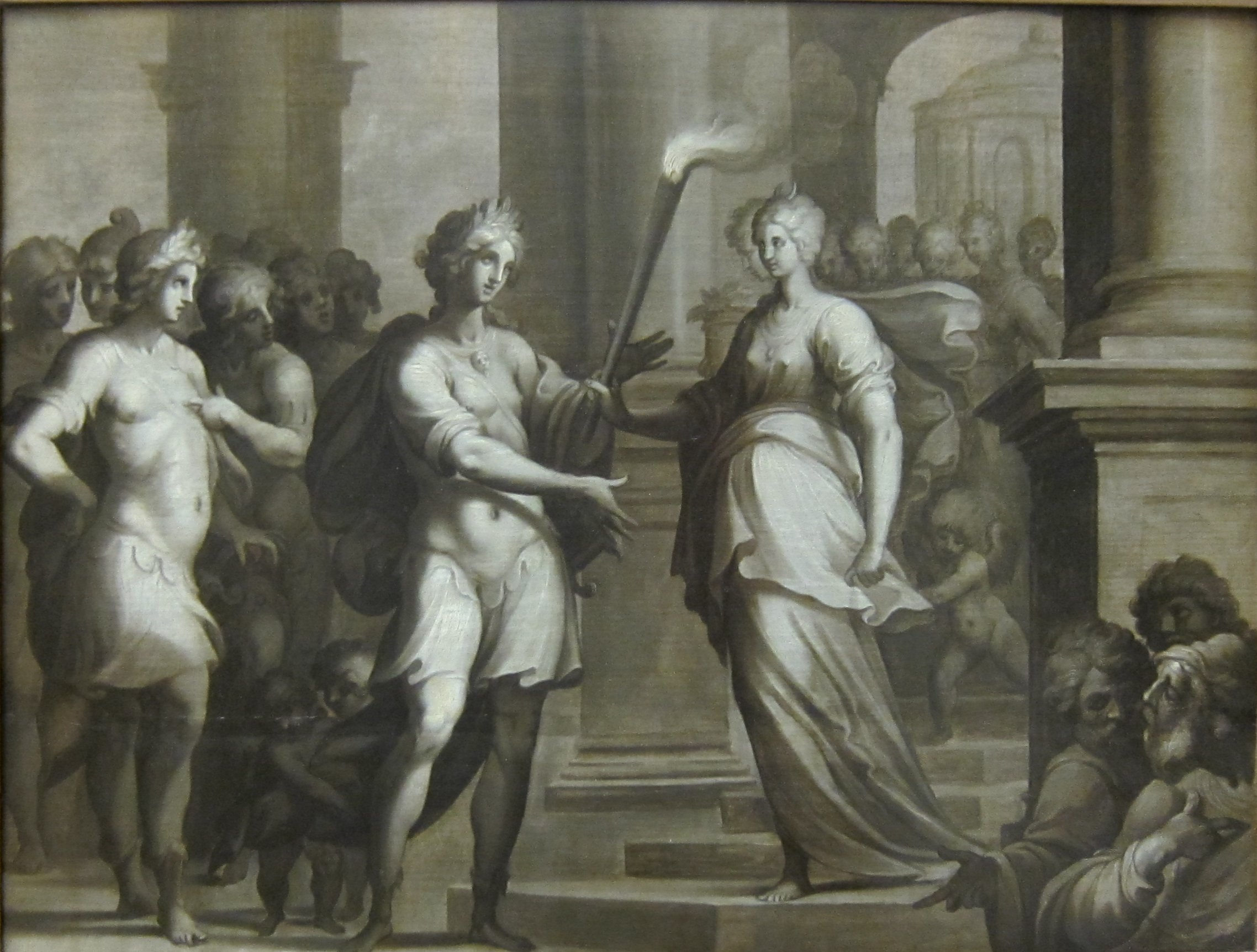
Teogeno riceve la fiaccola dalle mani di Cariclea, 1609-1610, Museo del Louvre
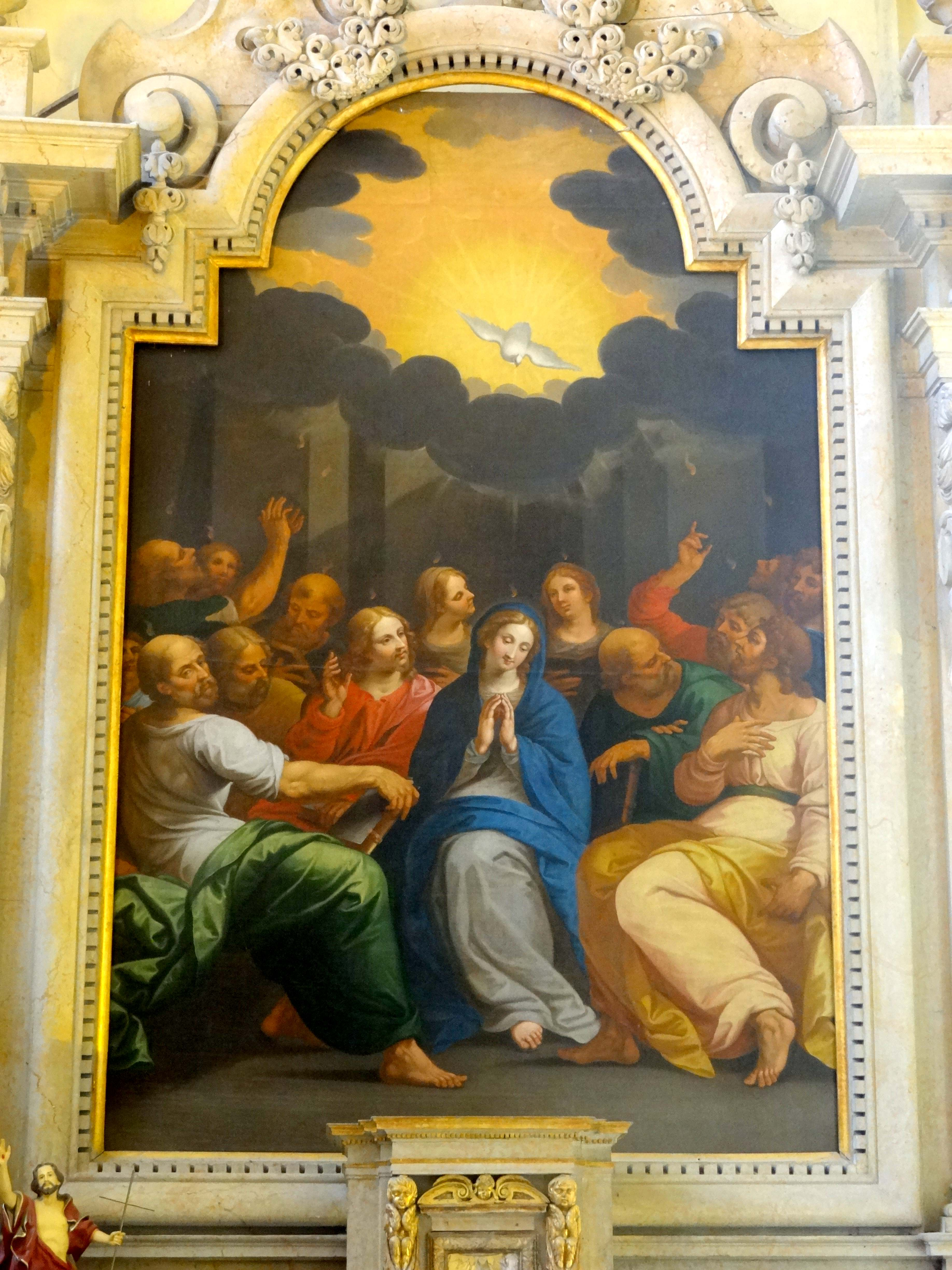
La Pentecoste, chiesa di Saint-Georges, Couilly-Pont-aux-Dames

## Lista delle opere
- Le combat de Tancrède et Clorinde, 1601, Castello di Fontainebleau
- Tancrède et Clorinde à la fontaine, 1601, Castello di Fontainebleau
- Tancrède devant les murs de Jérusalem, 1601, Castello di Fontainebleau
- L'assaut de Jérusalem, 1601, Castello di Fontainebleau
- Clorinde devant Aladin, 1601, Castello di Fontainebleau
- Le baptême de Clorinde, 1601, Castello di Fontainebleau
- Allégorie du dauphin, futur Louis XIII, Castello di Fontainebleau
- Le cortège des Théssaliens, 1608, Castello di Fontainebleau
- Théagène reçoit le flambeau des mains de Chariclée, 1608, Castello di Fontainebleau
- Le Sacrifice, 1608, Castello di Fontainebleau
- Le songe de Calasiris, 1608, Castello di Fontainebleau
- Le médecin Acestinus visite Chariclée, 1608, Castello di Fontainebleau
- Calasiris vient voir Chariclée, 1608, Castello di Fontainebleau
- Enlèvement de Chariclée par Théagène, 1608, Castello di Fontainebleau
- Embarquement de Théagène et Chariclée pour l'Egypte, 1608, Castello di Fontainebleau
- Chariclée enlevée par Trachin, 1608, Castello di Fontainebleau
- Théagène et Chariclée épiés par des voleurs, 1608, Castello di Fontainebleau
- Théagène et Chariclée dans une grotte, 1608,  Castello di Fontainebleau
- La Résurection (fragment), 1612, Castello di Fontainebleau
- Flore, Castello di Fontainebleau
- Allégorie du mariage de Henri IV et de Marie de Médicis, Castello di Fontainebleau
- Allégorie de la peinture et de la sculpture, Castello di Fontainebleau
- La toilette de Psyché, Castello di Fontainebleau
- Théagène reçoit le flambeau des mains de Chariclée (grisaille), Parigi, Museo del Louvre